# Poligono (computer grafica)
I poligoni sono usati nella computer grafica per comporre immagini tridimensionali all'apparenza. Di solito (ma non sempre) sono triangolari. I poligoni sorgono quando la superficie di un oggetto è modellata, i vertici sono selezionati e l'oggetto è renderizzato in un modello wireframe. Il numero di poligoni fa riferimento al numeri di poligoni che vengono renderizzati per ogni frame.

## Metodi che competono per il rendering dei poligoni che evitano le cuciture
- Virgola
  - Virgola mobile
  - Virgola fissa
  - Poligoni
  - A causa dell'arrotondamento, ogni scanline ha la sua propria direzione nello spazio e la mostra nella faccia anteriore o posteriore allo spettatore.
- Frazioni (matematica)
  - I poligoni devono essere suddivisi in triangoli
  - Algoritmo della linea di bresenham
  - L'intero triangolo mostra sempre il solito lato allo spettatore
  - Il numero di punti dalla trasformazione all'illuminazione devono essere convertiti in frazioni (matematica)

Coordinate baricentriche
- - Usate nel raytracing